# Joanna Mitrosz

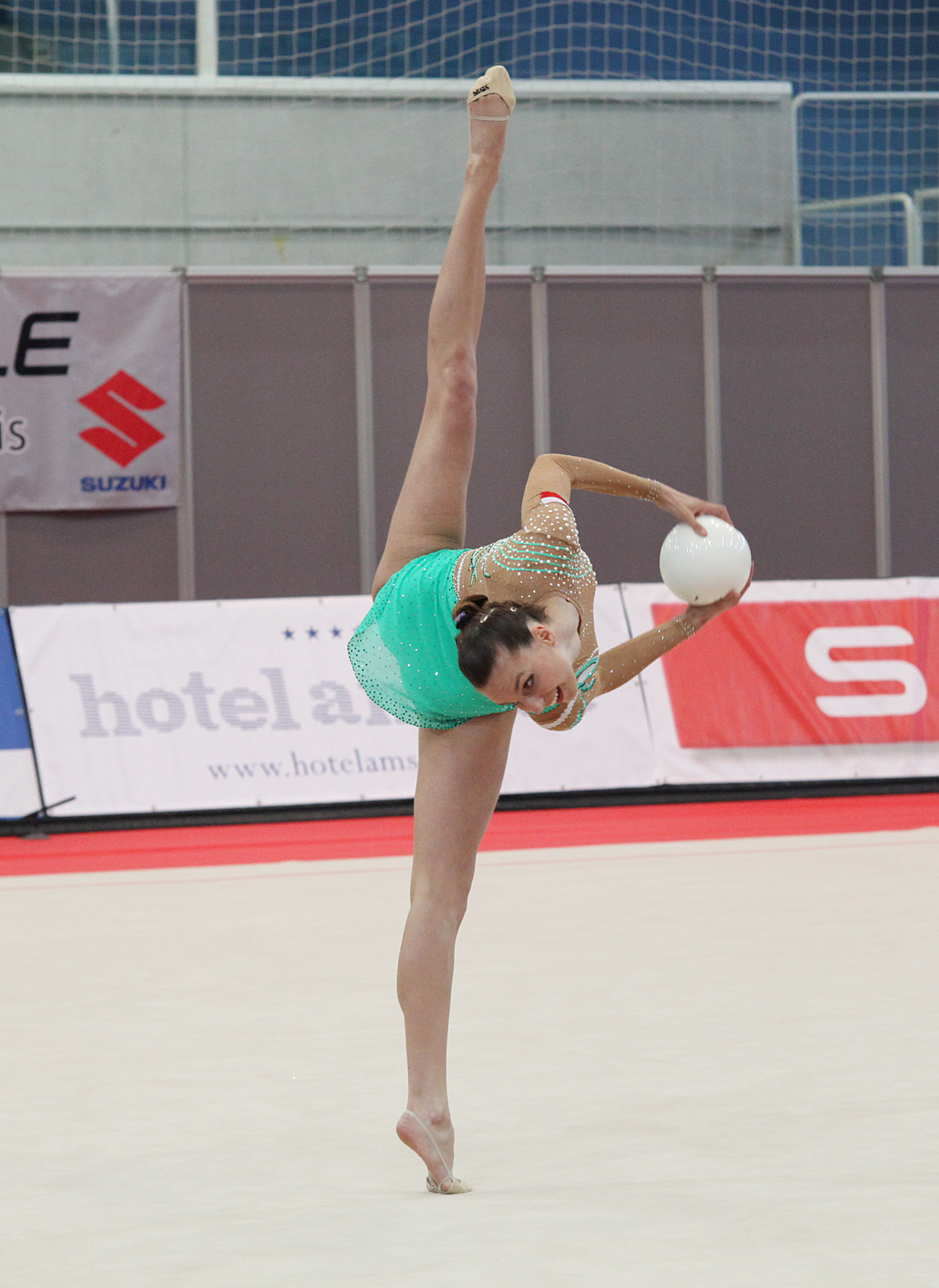
Joanna Mitrosz (2012) beim Österreich-Grand-Prix.

Joanna Mitrosz (* 21. August 1988 in Gdynia, Polen) ist eine polnische Rhythmische Gymnastin.
Sie vertrat Polen bei den Olympischen Spielen 2008 in Peking sowie den Olympischen Spielen 2012 in London, wo sie einen 9. Platz erreichte.

## Leistungen
| Veranstaltung                   | 2006 | 2007 | 2008 | 2009 | 2010 |
| ------------------------------- | ---- | ---- | ---- | ---- | ---- |
| Polnische Nationalmeisterschaft | 1.   | 1.   | 1.   | 1.   | 1.   |
| Olympische Spiele               | -    | -    | 16.  | -    | -    |
| Weltmeisterschaft               | -    | 21.  | -    | 10.  | 8.   |
| Europameisterschaft             | ?    | ?    | 13.  | ?    | 10.  |
| Grand Prix                      | -    | -    | -    | -    | 8.   |